# Real-Time PPP
Real-Time PPP (англ. Real-Time Precise Point Positioning — дословно «позиционирование высокой точности в реальном времени») - Метод определения координат точек с использованием ГНСС (глобальных навигационных спутниковых систем)  Заключается в применении ЭВИ (Эфемеридно-временной информации) для коррекции данных получаемых с навигационных спутников в реальном времени.
Метод использует потоки ЭВИ для применения в режиме реального времени того же типа коррекции, что и Классический PPP. Для работы в режиме Real Time PPP, требуется наличие источника корректирующей информации в специальном формате. Источником могут являться платные сервисы (RTX, TerraStar и др.) и/или опубликованные проекты: APPS, службы автоматического точного позиционирования NASA и Лаборатории реактивного движения 
PPP расширяет зону действия ровера до расстояния в 1000-2000 км от ближайших корректирующих станций при сохранении точности 4 - 40 см (40 см при инициализации <5 минут далее точность только возрастает и становится менее 10 см в течение 20 - 40 минут . Периоды инициализации резко сокращаются с более чем 25 мин, до примерно 6 мин при использовании 2 систем GPS и GLONASS.
В случае службы TerraStar с генерированные поправки передаются для конечных пользователей с помощью телекоммуникационных спутников Inmarsat.
RTCM v10.1  является стандартом для Real-Time PPP, разработан Radio Technical Comission for Maritime Services (RTCM) Special committee 104.
Поправки распространяются в реальном времени через (сетевой транспорт RTCM через Интернет-протокол) NTRIP-потоки от поставщика с типичной задержкой 2-3 секунды.
Каналами доставки поправок являются сотовые сети (интернет) и ретранслирующие спутники связи, стандартные радио-каналы, ввиду широкой зоны охвата, технологически исключены.